# 957 (numero)
Novecentocinquantasette (957) è il numero naturale dopo il 956 e prima del 958.

## Proprietà matematiche
- È un numero dispari.
- È un numero composto con 8 divisori: 1, 3, 11, 29, 33, 87, 319, 957. Poiché la somma dei suoi divisori (escluso il numero stesso) è 483 < 957, è un numero difettivo.
- È un numero sfenico.
- È un numero nontotiente in quanto dispari e diverso da 1.
- È un numero palindromo e un numero a cifra ripetuta nel sistema posizionale a base 32 (TT)
- È un numero fortunato.
- È un numero intero privo di quadrati.
- È un numero malvagio.
- È un numero congruente.
- È parte delle terne pitagoriche (124, 957, 965), (660, 693, 957), (957, 1080, 1443), (957, 1276, 1595), (957, 1624, 1885), (957, 3724, 3845), (957, 4576, 4675), (957, 5220, 5307), (957, 13860, 13893), (957, 15776, 15805), (957, 41624, 41635), (957, 50876, 50885), (957, 152640, 152643), (957, 457924, 457925).

## Astronomia
- 957 Camelia è un asteroide della fascia principale del sistema solare.
- NGC 957 è un ammasso aperto della costellazione del Perseo.

## Astronautica
- Cosmos 957 è un satellite artificiale russo.